# اضطراب عصبي معرفي مرتبط بفيروس نقص المناعة البشري
الاضطراب العصبي المعرفي المرتبط بفيروس نقص المناعة البشرية (بالإنجليزية: HIV-associated neurocognitive disorder)‏ هي الاضطرابات العصبية المرتبطة بفيروس نقص المناعة البشرية والإيدز، وتشمل ذلك اضطرابات عصبية من مختلفة في الشدة. وترتبط الاضطرابات العصبية المرتبطة بفيروس نقص المناعة البشرية باعتلال الدماغ الأيضي الناجم عن عدوى الفيروس، ويغذيه تنشيط المناعة عبر الخلايا الأكولة الكبيرة والخلايا الدبقية الصغيرة، لأن هذه الخلايا مصابة بشكل فعال بالفيروس، وتفرز السموم العصبية ناتجة من الإنسان (المضيف) والفيروس. السمات الأساسية للاضطراب العصبي المعرفي المرتبط بفيروس نقص المناعة البشرية هي تعطيل الضعف الادراكي الذي يرافقه ضعف الحركة، ومشاكل في الكلام وتغيرات سلوكية. ويتميز الضعف الادراكي بالبطء العقلي، ومشاكل في الذاكرة وضعف التركيز. وتشمل الأعراض الحركية فقدان التحكم في الحركات الدقيقة مما يؤدي إلى حالة من الخرق، وضعف التوازن والهزات. وقد تشمل التغيرات السلوكية اللامبالاة والخمول وتقلص الاستجابات العاطفية والعفوية. وعلي مستوى علم أمراض الأنسجة، يتم التعرف عليه من قبل تسلل الخلايا الوحيدة والخلايا الأكولة الكبيرة إلى الجهاز العصبي المركزي، والفساد الدبقي العصبي، وشحوب غمد الميالين، وتلف في الخلايا المتغصنة وفقدان الخلايا العصبية.
يحدث «إتش إي دي» بشكل نموذجي بعد سنوات من الإصابة بفيروس «إتش آي في» ويرتبط مع انخفاض مستويات الخلايا التائية «سي دي 4+» وارتفاع الحمل الفيروسي في البلازما. تُعتبر أحيانًا العلامة الأولى على بدء الإيدز. تبلغ نسبة الانتشار 10-24% في الدول الغربية ولم يُلاحظ سوى في 1-2% من الإصابات العائدة إلى الهند. مع ظهور العلاج عالي الفعالية ضد فيروسات النسخ العكسي (إتش إيه إيه آر تي)، انخفض معدل حدوث «إتش إيه دي» في الدول المتقدمة على الرغم من تزايد انتشاره. يمتلك «إتش إيه إيه آر تي» القدرة على كبح بدء «إتش إيه دي» أو تأخيره لدى الأفراد المصابين بفيروس نقص المناعة البشري، بالإضافة إلى تحسين الوظيفة العقلية لدى الأشخاص المصابين مسبقًا بالخرف المرتبط بفيروس نقص المناعة البشري.
يحدث الخرف عند إصابة الفرد بحالة متفاقمة وشديدة من العجز العصبي المعرفي الذي يتداخل بشكل ملحوظ مع الوظائف اليومية للفرد. يفقد المريض بالتالي القدرة على العمل وقد يعجز عن الاعتناء بنفسه. قبل تطور الحالة إلى هذه الدرجة، يمكن اعتبار المريض مصابًا باضطراب عصبي معرفي معتدل.

## التظاهرات
تصيب حالات العجز المعرفي المرتبط بفيروس نقص المناعة البشري كلًا من مجالات الانتباه، والذاكرة، والطلاقة اللفظية والبناء البصري المكاني. بالنسبة إلى الذاكرة على وجه الخصوص، يؤدي انخفاض النشاط في الحصين إلى تغيير أساسات تشفير الذاكرة والتأثير على عدد من الآليات بما في ذلك التأييد طويل الأمد. تختلف شدة العجز في مختلف المجالات بالاعتماد على خضوع المريض للعلاج باستخدام «إتش إيه إيه آر تي» أو العلاج المنفرد. أظهرت الدراسات اختبار المرضى لحالة من العجز المعرفي المترافق مع خلل وظيفي في الدوائر الجبهية المخططة بما في ذلك المناطق الجدارية المرتبطة، التي قد تمتلك دورًا في حدوث حالات العجز الملحوظة في الوظيفة البصرية المكانية. بالإضافة إلى العجز المعرفي، يمكن ملاحظة تطور الخلل الوظيفي النفسي. على سبيل المثال، يمتلك المرضى المصابون بفيروس نقص المناعة البشري معدلات مرتفعة للإصابة بالاكتئاب السريري واللامفرداتية، التي تمثل صعوبة قدرة الفرد على معالجة مشاعره الخاصة أو إدراكها. يواجه المرضى أيضًا صعوبة في تمييز التعابير الوجهية.
تتفاقم شدة العجز المعرفي في المراحل اللاحقة من الإصابة بفيروس نقص المناعة البشري في حال عدم خضوع المريض لمزيج من العلاجات عالية الفعالية ضد فيروسات النسخ العكسي. يظهر مرضى «إتش آي في» في المراحل المبكرة صعوبات بسيطة في التركيز والانتباه. في الحالات المتقدمة من الخرف المرتبط بفيروس «إتش آي في»، يمكن ملاحظة حدوث تراجع في الكلام، وخلل وظيفي حركي واضطرابات في التفكير والسلوك. على وجه التحديد، ظهر ارتباط ما بين السرعات الحركية المنخفضة والتضخم الناشئ في البطامة اليمنى.
يمكن تشخيص الاضطراب العصبي المعرفي المرتبط بفيروس نقص المناعة البشري باستخدام المعايير السريرية بعد النظر في الاحتمالات المسببة الأخرى واستبعادها. ترتبط شدة الاضطراب العصبي المعرفي نظير «سي دي 4»، ما يشير إلى مساهمة العلاج المبكر الهادف إلى منع الكبح المناعي الناجم عن «إتش آي في» في الوقاية من تطور الاضطرابات العصبية المعرفية المرتبطة بفيروس نقص المناعة البشري.

## الاضطرابات التطورية العصبية المرتبطة مع الإصابة بالفيروس
يمثل انتقال العدوى من الأم إلى الطفل خلال الحمل الشكل الأكثر شيوعًا للإصابة بفيروس «إتش آي في» لدى الأطفال، إذ ارتبط ذلك بارتفاع خطر الوفاة والتأخر التطوري. من الملاحظ إصابة أطفال الإيدز بالأمراض العصبية كنتيجة للإصابة بفيروس «إتش آي في – 1». يمكن إصابة الجهاز العصبي المركزي (سي إن إس) بفيروس «إتش آي في – 1» لدى المواليد المصابين بهذا الفيروس خلال أسابيع من الإصابة الأولية، ما يسبب التلف العصبي وموت الخلايا. على الرغم من ارتباط الخلل الوظيفي العصبي بإصابة الجهاز العصبي المركزي بفيروس «إتش آي في»، تبقى الأسباب المرضية للاضطرابات العصبية الناشئة غير واضحة.
تشمل الخلايا الرئيسية المصابة بفيروس «إتش آي في – 1» في النسيج العصبي كلًا من الخلايا الدبقية الصغيرة، والخلايا النجمية والخلايا البلعمية الكبيرة، بينما من النادر إصابة العصبونات. يمثل الاستعداد للإصابة بفيروس «إتش آي في – 1» إلى جانب تنسخ الفيروس في الخلايا العصبونية والدبقية إحدى وظائف التمايز الخلوي، إذ ترتفع إمكانية حدوثه في الخلايا السلفية غير الناضجة مقارنة بالخلايا المتمايزة. اقتُرح استخدام العديد من الإشارات القابلة للحل، مثل السيتوكينات، بهدف تعديل الاستعداد والمساهمة في تعزيز كمون الفيروس أو تنسخ الفيروس خلال تطور العضو. في الحقيقة، تخضع الخلايا خلال تطور الجهاز العصبي المركزي إلى سيطرة العوامل البيئية التي توفر الإشارات الإرشادية لأهداف الخلية العصبية. من خلال تنظيم البقاء، والتمايز والحفاظ على وظائف محددة للخلايا السلفية العصبونية والدبقية، يمكن لهذه الإشارات خارج الخلوية التأثير على مختلف مراحل تطور الجهاز العصبي المركزي بالإضافة إلى تدخلها في التفاعلات الخلوية الفيروسية في الدماغ النامي.
بالإضافة إلى إنتاج السيتوكينات، تستطيع الخلايا الوحيدة والخلايا النجمية المصابة بفيروس «إتش آي في – 1» إنتاج عدد من العوامل الوسيطة القابلة للحل، بما في ذلك البروتينات الفيروسية مثل «جي بّي 120» وتات، التي تستطيع بدورها إحداث تأثيرات ضارة على النسج العصبية المتطورة والناضجة على حد سواء. علاوة على ذلك، ثبت أن بعض الجزيئات مثل العامل المنشط للصفيحات (بّي إيه إف) والبروستاغلاندين، التي تنتجها التفاعلات الوظيفية بين الخلايا الدبقية الصغيرة / الخلايا البلعمية الكبيرة والخلايا النجمية، قادرة على توسط التلف الخلوي في مستنبتات الخلايا العصبية الأولية والخطوط الخلوية العصبية ذات النمط الظاهري غير الناضج.
تشير هذه الملاحظات مجتمعة إلى اعتماد الآلية التي يستخدمها الفيروس في تعديل تطور الجهاز العصبي المركزي وتحريض مرض الدماغ غير الناضج على تعديل إنتاج المركبات النشطة حيويًا القابلة للحل. أمكن تحديد العديد من العوامل الوسيطة التي قد تحمل تأثيرات سمية عصبية في العديد من أنظمة النماذج، بما في ذلك السيتوكينات الالتهابية، والبروتينات الفيروسية والمستقلبات السامة عصبيًا. نتيجة لذلك، قد يؤدي التفاعل المعقد بين العوامل الوسيطة المختلفة إلى تعديل وظيفة الخلايا المتطورة والناضجة، المسؤولة عن الاضطرابات العصبية، والتأثير على بقائها.